# Gemma Donati
Gemma Di Manetto Donati, thường gọi là Gemma Donati (k. 1267 – sau năm 1333), là vợ của đại thi hào Dante Alighieri.

## Tiểu sử
Không có nhiều sử liệu nói về cuộc đời của Gemma Donati. Bản thân thi hào Dante cũng không nói gì về vợ mình mà chủ yếu viết văn và làm thơ về người tình trong mộng là nàng Beatrice Portinari, người mà ông yêu thầm khi gặp lần đầu lúc 9 tuổi.
Gemma Donati là con gái của ông Manetto và bà Maria Donati. Bà sinh năm 1267 và nhỏ hơn Dante, chồng mình, hai tuổi. Dòng họ Donati là một gia tộc có tiếng ở Florence thời trung cổ, họ sở hữu nhiều ruộng đất trong vùng và cũng kiêm nghề cho vay, có thuyết cho rằng họ là lãnh chúa cai quản khu vực mà gia đình Dante sinh sống. Bà được sắp xếp để đính hôn với Dante vào năm 1277 với của hồi môn là 200 đồng florin, điều này cho thấy gia đình của bên Dante lúc đó chưa lấy gì làm khá giả. Tuy nhiên việc có quan hệ hôn nhân môn đăng hộ đối với đại gia tộc Donati cho thấy gia đình Dante cũng có địa vị xã hội. Hai vợ chồng chính thức kết hôn vào khoảng năm 1285.
Dante và Gemma có nhiều con cái, ít nhất có 4 người được ghi nhận là Pietro (sinh năm 1286), Giovanni (sinh năm 1288), Jacopo (sinh năm 1300) và Antonia (sinh năm 1300).
Các sử gia không có quan điểm thống nhất về việc liệu Dante có sống hạnh phúc với bà Genma Donati hay không. Giovanni Boccaccio trong tác phẩm Trattatello in laude di Dante mô tả rằng quan hệ vợ chồng của Dante chỉ có đau khổ và phiền muộn, tuy nhiên không có bằng chứng xác thực khẳng định điều này. Trái lại có bằng chứng cho thấy Dante có quan hệ tốt với gia đình bên vợ, ví dụ vào thập niên 1290 Manetto Donati từng mấy lần cho con rể vay tiền.
Bà Gemma và các con không đi theo chồng khi Dante bị trục xuất khỏi Florence vào năm 1301, và có thể sau đó hai người không còn gặp nhau nữa. Về cuối đời bà đến sống trong một tu viện ở Ravenna. Không rõ bà Gemma mất năm nào, nhưng sử liệu cho thấy ít nhất tháng 6 năm 1333 bà vẫn còn sống.